# 6035 Citlaltepetl
6035 Citlaltepetl este o planetă minoră (asteroid), cu un diametru de 4,211 km, din centura de asteroizi. A fost descoperită pe 27 iulie 1987 la Observatorul din Haute-Provence de Eric Walter Elst și a fost numită după Citlaltépetl⁠(d). 
Obiectul prezintă o orbită caracterizată de o semiaxă mare de 2,3139405 UAi, o excentricitate de 0,22, o înclinație de 23,99103 ° în raport cu ecliptica.